# Le Ray (Nowy Jork)
Le Ray – miasto w Stanach Zjednoczonych, w stanie Nowy Jork, w hrabstwie Jefferson.